# Коста Лулчев
Коста Андреев Лулчев е български политик, социалдемократ.

## Биография
Роден е на 9 март 1882 г. в Оряхово. Той е един от лидерите на Българска работническа социалдемократическа партия (БРСДП) и е основател на общоработническото дружество „Борец“ (1898 г.). В периода 1924 – 1933 г. е секретар на ЦК на БРСДП (о). От 1913 г. до 1931 г. е народен представител. Главен секретар е на БРСДП (1944 – 1945 г.).
През декември 1945 година Съединените американски щати и Великобритания поставят като условие за признаване на българското правителство включването в състава му на двама представители на опозицията. По указание на Йосиф Сталин на 5 януари 1946 година министрите Кимон Георгиев, Дамян Велчев и Антон Югов се срещат с лидерите на опозицията Никола Петков и Коста Лулчев, но те категорично отказват да влязат в правителството, отхвърляйки легитимността на изборите от ноември и настоявайки за прекратяване на терора на комунистите. На 10 януари в София с Петков и Лулчев се среща съветският първи заместник-министър на външните работи Андрей Вишински, но те не променят позицията си.
През 1946 г. заедно с Никола Петков е начело на опозицията в VI велико народно събрание.
През 1948 г. Лулчев е осъден на 15 години строг тъмничен затвор с обвинения в създаване на нелегални групи, изпращане на лица зад граница, отвличане на самолет на българските авиолинии и други. Съдебният процес срещу Коста Лулчев и седем депутати от опозиционната БРСДП слага край на легалната опозиция. Коста Лулчев прекарва в затвора 11 години. Освободен е през 1959 г., но е разработван от Държавна сигурност.
Семейството му също е репресирано, през февруари 1947 г. дъщеря му Виолина е осъдена на 1 година и 7 месеца лишаване от свобода, а след излизането си от затвора е изселена заедно с майка си в Оряхово.
Коста Лулчев умира на 31 януари 1965 г. в София. Реабилитиран е посмъртно с решение на IX обикновено народно събрание от 15 януари 1990 г.

## Памет
На Коста Лулчев е наречена улица в кварталите „Гео Милев“ и „Христо Смирненски“ в София (Карта).